# Lowie Stuer
Louis Lowie Stuer (24 november 1995) is een Belgisch volleyballer.

## Levensloop
Stuer is afkomstig uit Beveren-Waas. Hij volgde een opleiding aan de Topsportschool te Vilvoorde en studeerde vervolgens podologie aan de Arteveldehogeschool te Gent.
Hij begon zijn volleybalcarrière bij VC Melvoc en BMV en was daarnaast ook actief bij voetbalclub Bosdam Beveren. Na de volleybalschool, belandde Stuer op zijn 17e bij Volleyteam Roeselare. Vervolgens kwam hij uit voor Topvolley Antwerpen, Volley Gent, Volley Menen en het Franse Arago de Sète. Voor het seizoen 2020-'21 keerde Stuer terug naar Volley Menen. Seizoen 2024/2025 zal hij aanvatten bij x.
Met Volleyteam Roeselare speelde hij landskampioen en won hij de Supercup in het seizoen 2013-'14. Daarnaast werd hij verschillende malen geselecteerd voor de Red Dragons, het Belgisch nationaal volleybalteam, waarvoor hij debuteerde in een oefenwedstrijd tegen Finland in augustus 2014. Tijdens het Europees kampioenschap van 2017 te Polen werd Stuer verkozen tot beste libero van het tornooi.
Zijn zus Jolien en zijn vrouw Valérie Audoore zijn/waren ook actief in het volleybal.